# Гелелович, Савва Бабакаевич
Са́вва Бабака́евич Гелело́вич (фр. Sabbas Ghélélovitch; 18 января 1911, Евпатория, Таврическая губерния — 20 апреля 1996, Париж) — французский биолог, доктор биологических наук, масон. Член Общества караимов в Париже.

## Биография
Родился 18 января 1911 года в Евпатории в караимской семье. Отец — Бабакай Иосифович Гелелович, член правления Евпаторийского общества попечения о бедных караимах. После революции эмигрировал в Болгарию. В 1928 году окончил русскую гимназию в Варне, в 1932 — агрономический факультет Софийского университета. С 1933 года жил в Париже. Работал научным сотрудником в Пастеровском институте и в биологической лаборатории Сорбонны, был представителем нескольких коммерческих домов. В период оккупации жил на юге Франции, 17 месяцев содержался в лагере для интернированных «Гюрс» как сочувствующий СССР. В 1946 году принял советское гражданство. В 1957 году получил степень доктора биологических наук. В 1968 году удостоен звания лауреата Французской медицинской академии за исследования Х-лучей. С 1974 года — заведующий лабораторией радиобиологии беспозвоночных и радиогенетики Института радия. Сотрудник газеты «Голос Родины».
Умер 20 апреля 1996 года в Париже и похоронен на кладбище Сент-Женевьев-де-Буа.

### Масонство
С 1937 по 1953 год состоял членом парижской масонской ложи «Юпитер» № 536 Великой ложи Франции. В 1947—1948 годах занимал должность оратора ложи. С 1948 года — член Совета объединения русских лож в Париже. Покинул ложу «Юпитер» в 1953 году по идеологическим соображениям.

### Семья
Жена — поэтесса Ольга Ивановна Биринцова (1902—1983), член Союза писателей и журналистов в Париже.